# Микели (Фрозиноне)
Микели је насеље у Италији у округу Фрозиноне, региону Лацио.
Према процени из 2011. у насељу је живело 43 становника. Насеље се налази на надморској висини од 163 м.